# Tour Aurore
La Tour Aurore, anche chiamata tour CB17, è un grattacielo situato nel quartiere d'affari della Défense, nel comune di Courbevoie, alla periferia ovest Parigi. Costruita nel 1971, la torre è stata parzialmente rinnovata nel 1993.
A differenza di molti altri grattacieli che privilegiano una struttura verticale, la facciata della Tour Aurore ha una struttura orizzontale: su ogni piano le finestre formano una fascia continua tutto intorno all'edificio, permettendo una completa vista panoramica.